# Фултон (Кентуккі)
Фултон (англ. Fulton) — місто (англ. city) в США, в окрузі Фултон штату Кентуккі. Населення — 2357 осіб (2020).

## Географія
Фултон розташований за координатами 36°30′52″ пн. ш. 88°52′57″ зх. д. / 36.51444° пн. ш. 88.88250° зх. д. (36.514333, -88.882554).  За даними Бюро перепису населення США в 2010 році місто мало площу 7,64 км², з яких 7,42 км² — суходіл та 0,23 км² — водойми.

## Демографія
Згідно з переписом 2010 року, у місті мешкало 2445 осіб у 1110 домогосподарствах у складі 622 родин. Густота населення становила 320 осіб/км².  Було 1328 помешкань (174/км²).
Расовий склад населення:
| - 64,0 % — білих - 30,5 % — чорних або афроамериканців - 1,8 % — азіатів - 0,4 % — корінних американців |

До двох чи більше рас належало 3,1 %. Частка іспаномовних становила 0,8 % від усіх жителів.
За віковим діапазоном населення розподілялося таким чином: 21,8 % — особи молодші 18 років, 58,3 % — особи у віці 18—64 років, 19,9 % — особи у віці 65 років та старші. Медіана віку мешканця становила 42,9 року. На 100 осіб жіночої статі у місті припадало 81,1 чоловіків;  на 100 жінок у віці від 18 років та старших — 74,2 чоловіків також старших 18 років.
Середній дохід на одне домашнє господарство  становив 41 917 доларів США (медіана — 24 943), а середній дохід на одну сім'ю — 53 469 доларів (медіана — 40 147). За межею бідності перебувало 25,2 % осіб, у тому числі 28,4 % дітей у віці до 18 років та 17,1 % осіб у віці 65 років та старших.
Цивільне працевлаштоване населення становило 1027 осіб. Основні галузі зайнятості: освіта, охорона здоров'я та соціальна допомога — 25,8 %, виробництво — 15,9 %, мистецтво, розваги та відпочинок — 13,2 %, роздрібна торгівля — 13,0 %.